# Museum für Vor- und Frühgeschichte (Saarbrücken)

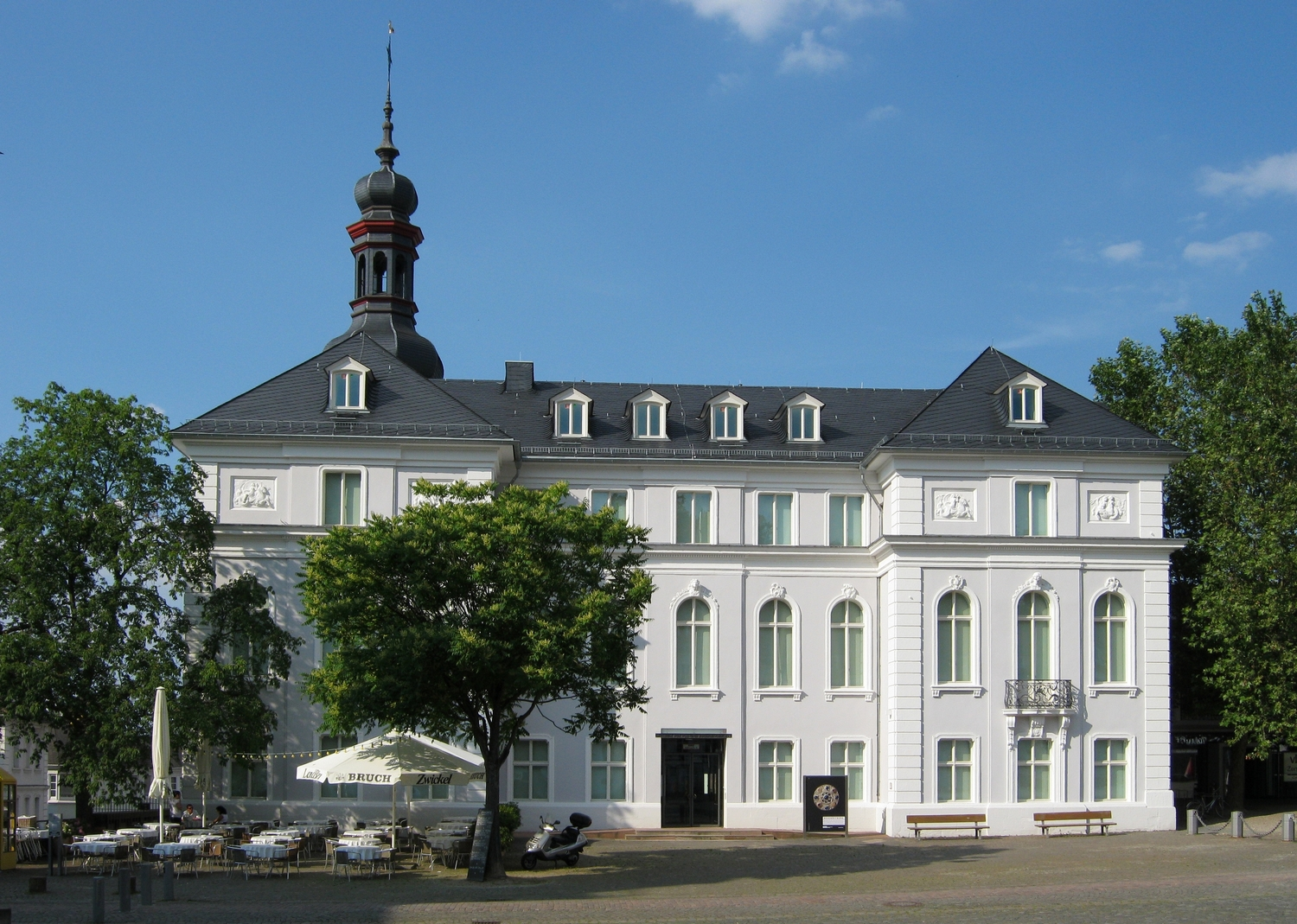
Das Museum für Vor- und Frühgeschichte am Schlossplatz Saarbrücken

Das Museum für Vor- und Frühgeschichte in Saarbrücken ist ein archäologisches Museum für die frühe Geschichte des Saarlandes. Es ist im ehemaligen Saarbrücker Kreisständehaus am Schlossplatz untergebracht.

## Geschichte
Nach dem Krieg fand das Staatliche Konservatoramt mit der Museumssammlung seinen Sitz im Palais Freithal am Ludwigsplatz. 1959 fand die Öffnung des Museums für den Publikumsverkehr statt. 1965 übernahm Alfons Kolling die Leitung des Museums. 1980 wurde das Museum der Stiftung Saarländischer Kulturbesitz eingegliedert.
Das Museum ist im ehemaligen Kreisständehaus untergebracht. 2005 erwarb das Land das Haus vom Regionalverband Saarbrücken. Durch den Erwerb sollte die zergliederte Museumslandschaft im Saarland neu strukturiert werden und das Museum aufgewertet werden. Das bis 2008 im selben Gebäude untergebrachte Landesdenkmalamt Saarland musste umziehen, um zusätzlichen Raum zu gewinnen. Das Haus wurde 2008 und 2009 umfassend saniert. Erstmals stehen seitdem alle Stockwerke des Gebäudes für Museumszwecke zur Verfügung.

## Beschreibung
Auf einer Ausstellungsfläche von rund 2.000 m² wird die Kulturentwicklung des Menschen von der Steinzeit über die Bronze- und Eisenzeit bis hin zum frühen Mittelalter im Saarland beleuchtet. Die Ausstellungsstücke reichen dabei vom Faustkeil bis zu fränkischem Goldschmuck. Zu den bedeutendsten Exponaten gehören die Grabfunde einer keltischen Fürstin aus dem Europäischen Kulturpark Bliesbruck-Reinheim, Funde aus der Römischen Kaiserzeit wie Keramik- und Glasgefäße, Werkzeuge, Münzen und Inschriften sowie Wandmalereien aus der Villa von Mechern.
Im Gebäude ist auch die Alte Sammlung des Saarlandmuseums mit zahlreichen Werken internationaler und regionaler Künstler des 16. bis 19. Jahrhunderts untergebracht.
Zum Museum gehört die Römische Villa Nennig, deren 160 m² großer Mosaikboden als der größte nördlich der Alpen gilt.

## Sonderausstellungen (Auswahl)
- Weinpokal und Rosenkranz – Archäologisches aus Burgen und Kirchen des Saarlandes (26. August 2000 – 30. Dezember 2000)
- Kelten und Römer im St. Wendeler Land – Neue Ausgrabungen (17. Januar 2003 – 26. April 2003)
- Die römische Villa von Reinheim (22. Januar 2004 – 27. Februar 2004)
- Moneten, Zaster & Penunzen – Geld im Römischen Reich (7. März 2004 – 11. April 2004)
- Gelöst ist die Schnur – gebrochen das Band – Jüdische Friedhöfe im Saarland (23. Oktober 2004 – 30. Dezember 2004)
- 75 Jahre Museum für Vor- und Frühgeschichte (23. April 2005 – 18. Juni 2005)
- An heiliger Stätte – Römische Kulte und Heiligtümer an der Saar (19. Mai 2006 – 30. Dezember 2007)
- Archäologische Schätze von der Saar (24. September 2010 – 6. November 2010)
- Der Totenschmuck der Anne Catherine Françoise de Chevalier (25. Oktober 2013 – 18. Januar 2014)
- Inspiration Antike - Eugen von Boch und die Archäologie im 19. Jahrhundert (15. April 2016 – 10. September 2016)
- Altes und neues Glas (21. Oktober 2016 – 4. März 2017)
- Das Fenster von Burg Siersberg – Ein mittelalterlicher Neufund (18. November 2016 – 18. Februar 2017)
- Grand Tour – Reisen zu antiken Stätten (31. März 2017 – 29. Juli 2017)
- Der Berliner Skulpturenfund – "Entartete Kunst" im Bombenschutt (8. September 2017 – 3. Februar 2018)
- Patara – Lykiens Tor zur römischen Welt (23. März 2018 – 22. September 2018)
- Ötzi – Tatort in den Alpen (11. März 2023 – 22. Oktober 2023)
- Gladiatoren – Superstars mit Todesmut (14. September 2024 – 1. Juni 2025)
- Die Zeit der Merowinger. Was bleibt? (30. August 2025 – 3. Mai 2026)